# Araneus caplandensis
Araneus caplandensis là một loài nhện trong họ Araneidae.
Loài này thuộc chi Araneus. Araneus caplandensis được Embrik Strand miêu tả năm 1907.